# Hemsjön (Sandhults socken, Västergötland)
Hemsjön är en sjö i Bollebygds kommun och Borås kommun i Västergötland och ingår i Rolfsåns huvudavrinningsområde. Sjön är 7 meter djup, har en yta på 0,577 kvadratkilometer och är belägen 191,3 meter över havet. Sjön avvattnas av vattendraget Nordån (Hälleredsån).

## Delavrinningsområde
Hemsjön ingår i det delavrinningsområde (641153-131853) som SMHI kallar för Utloppet av Store Sjön. Medelhöjden är 208 meter över havet och ytan är 39,14 kvadratkilometer. Det finns inga avrinningsområden uppströms utan avrinningsområdet är högsta punkten. Nordån (Hälleredsån) som avvattnar avrinningsområdet har biflödesordning 2, vilket innebär att vattnet flödar genom totalt 2 vattendrag innan det når havet efter 80 kilometer. Avrinningsområdet består mestadels av skog (78 procent). Avrinningsområdet har 1,98 kvadratkilometer vattenytor vilket ger det en sjöprocent på 5,1 procent. Bebyggelsen i området täcker en yta av 0,5 kvadratkilometer eller 1 procent av avrinningsområdet.